# Proserpina

Proserpina, por Rossetti, 1874.

Proserpina o Prosérpina (en latín, Proserpĭna; en griego: Προσερπίνα), en la mitología romana, es la grafía latina de la diosa griega Perséfone, cuya historia es la base de un mito de la primavera. En las profundidades Proserpina es la reina del inframundo y diosa de la tierra ctónica; pero bajo el sol es una deidad de la primavera, la germinación y la fertilidad femenina. Aunque se identificó plenamente con la griega Perséfone, la Proserpina romana fue subsumida por el culto de Libera o Líbera, una antigua diosa de la fertilidad, hermana y consorte de Liber o Líber. Es una deidad de vida, muerte y resurrección y la esposa de Plutón, el rey del inframundo.
Cicerón dice que Proserpina era hija de Júpiter y hermana de Líber.  Está casada con Plutón porque ella es la semilla de las cosechas, oculta, a quien su madre Ceres busca.  De Júpiter y Proserpina nacieron Diana y Dioniso, hermanos por etimología.  Proserpina es la parte inferior de la tierra (lo ctónico) en tanto que Plutón es la tierra desnuda llena de riquezas.
Proserpina, especialmente en época tardía, tendió a asociarse o identificarse con otros aspectos (aparte de Perséfone). Se le llama Vesta porque está vestida de verde o de diversas plantas. La misma diosa se llama Diana, (duana, por así decirlo), ya que la luna (luna) aparece tanto de día como de noche. También dicen que la misma diosa es Lucina, porque brilla (lucrat). La misma diosa es Trivia, porque se la observa en tres formas. De ella dice Virgilio, «las tres caras de doncella Diana», ya que la misma diosa se llama Luna, Diana y Proserpina. Esta doncella también se llama Latonia, de su madre Latona, y como esposa se la llama Plutonia. En griego se llama Hécate.  Otros más dicen que Proserpina es la misma que Daera, Líbera  y Ubera.

## Mito
Los hombres dicen que la esposa de Plutón es Proserpina. Ambos se unieron como cosechas en la tierra. La llaman Hécate porque tiene cientos de dones y hace germinar las semillas. Esta diosa es Luna en el cielo, Diana en la tierra y Proserpina en el inframundo.  Se dice que Proserpina tuvo de Júpiter a Liber, quien fue despedazado por los titanes.  Júpiter le dio a Sémele en una poción su corazón triturado. Boccaccio recoge una tradición en la que Plutón era el padre de la personificación divina Veneratio («Reverencia»), señalando que no tenía madre porque Proserpina era estéril. Proclo proporciona pasajes de las Rapsodias órficas que hacen a las Furias hijas de Proserpina y Plutón.
Los textos mitográficos se referían a Proserpina como una versión latina de Perséfone. En las Fábulas de Higino se narran sus episodios característicos. Proserpina es hija de Júpiter y Ceres, como esperábamos.  Plutón le preguntó a Júpiter si le daría en matrimonio a Proserpina. Júpiter alegó que Ceres no permitiría que su hija viviera en el lúgubre Tártaro, pero decidió raptarla mientras recogía flores en el monte Etna, que se encuentra en Sicilia. Mientras Proserpina estaba recogiendo flores con Venus, Diana y Minerva, Plutón apareció en su carro tirado por cuatro caballos, y entonces la raptó.  Ceres regresó de los infiernos con el permiso de las Parcas cuando buscaba a su hija.  Más tarde Ceres obtuvo el permiso de Júpiter para que Proserpina pasara la mitad del año con su madre, y la otra mitad con Plutón.  Las Sirenas, hijas del río Aqueloo, permanecían errantes después del rapto de Proserpina. Fueron convertidas en criaturas aladas por la voluntad de Ceres porque se habían negado a ayudar a su hija. Cíane se opuso a Plutón durante el rapto de Proserpina pero fue transformada en fuente por Plutón.  Cuando Júpiter vio que Teseo y Pirítoo poseían semejante audacia como para ser expuestos ante el peligro, en sueños les habló, permitiéndoles solicitar a Plutón de parte de Pirítoo a Proserpina en matrimonio. Cuando ellos hubieron descendido hasta la tierra de los muertos a través de la península del Ténaro, y habiendo informado a Plutón que habían llegado, fueron apresados y torturados durante mucho tiempo por las Furias.
En el Renacimiento y con la asociación del inframundo con el infierno Proserpina fue adquiriendo un disfraz más ‘infernal’, tenebroso y escatológico. Natale Conti dice que Proserpina es la misma que Hécate y Daera. O que Hécate y Proserpina, si son hermanas, son hijas de Júpiter y Ceres o bien Proserpina es hija de Júpiter y Estigia. En el Contra Verres de Cicerón se dice que la isla entera de Sicilia está consagrada a Ceres y a Líbera. Estas diosas nacieron aquí, en aquella tierra aparecieron por primera vez los cereales. Líbera, llamada Proserpina, fue raptada en el bosque de Henna. Ceres la buscó prendiendo antorchas que los hombres dicen ser fuegos del Etna. Hay una cueva de donde Dite emergió y súbitamente penetró en tierra no lejos de Siracusa. De las quejas y lamentos de Proserpina las plañideras obtuvieron sus lamentos. Proserpina, instigada por Ascálafo fue instigada a comer tres o nueve granos de granada. Y así Proserpina pasaría seis meses con su esposo y otros seis meses con su madre. Teágenes y Apolodoro Cineraico dicen que Júpiter, para calmar a la indignada Proserpina le cedió la isla de Sicilia. Según Tzetzes Aidoneo y Ceres eran los reyes de los molosos y su hija era Proserpina; tenían un perro llamado Tricérbero. Los físicos y mitólogos antiguos honraron el hemisferio superior, que nosotros habitamos, con la invocación de Venus, al inferior lo llamaron Proserpina.
El mito del rapto de Proserpina es descrito extensamente por el romano Claudiano (siglo IV). Por otra parte, en las Geórgicas de Virgilio, su figura está estrechamente relacionada con el mito de Orfeo y Eurídice: cuando Orfeo entró en el inframundo para tratar de volver a la vida a su esposa Eurídice, muerta por una mordedura de una serpiente acuática, es Proserpina quien impuso la orden de que mientras permanecía en sus dominios, Eurídice debía ir detrás de Orfeo mientras este aplacaba a Cerbero con su canto. Sin embargo, cuando estaba a punto de abandonar el inframundo, Orfeo se detuvo y miró hacia Eurídice, tras lo cual esta fue arrastrada de nuevo hacia el inframundo y Orfeo perdió para siempre a su amada.

## En las artes y la cultura popular

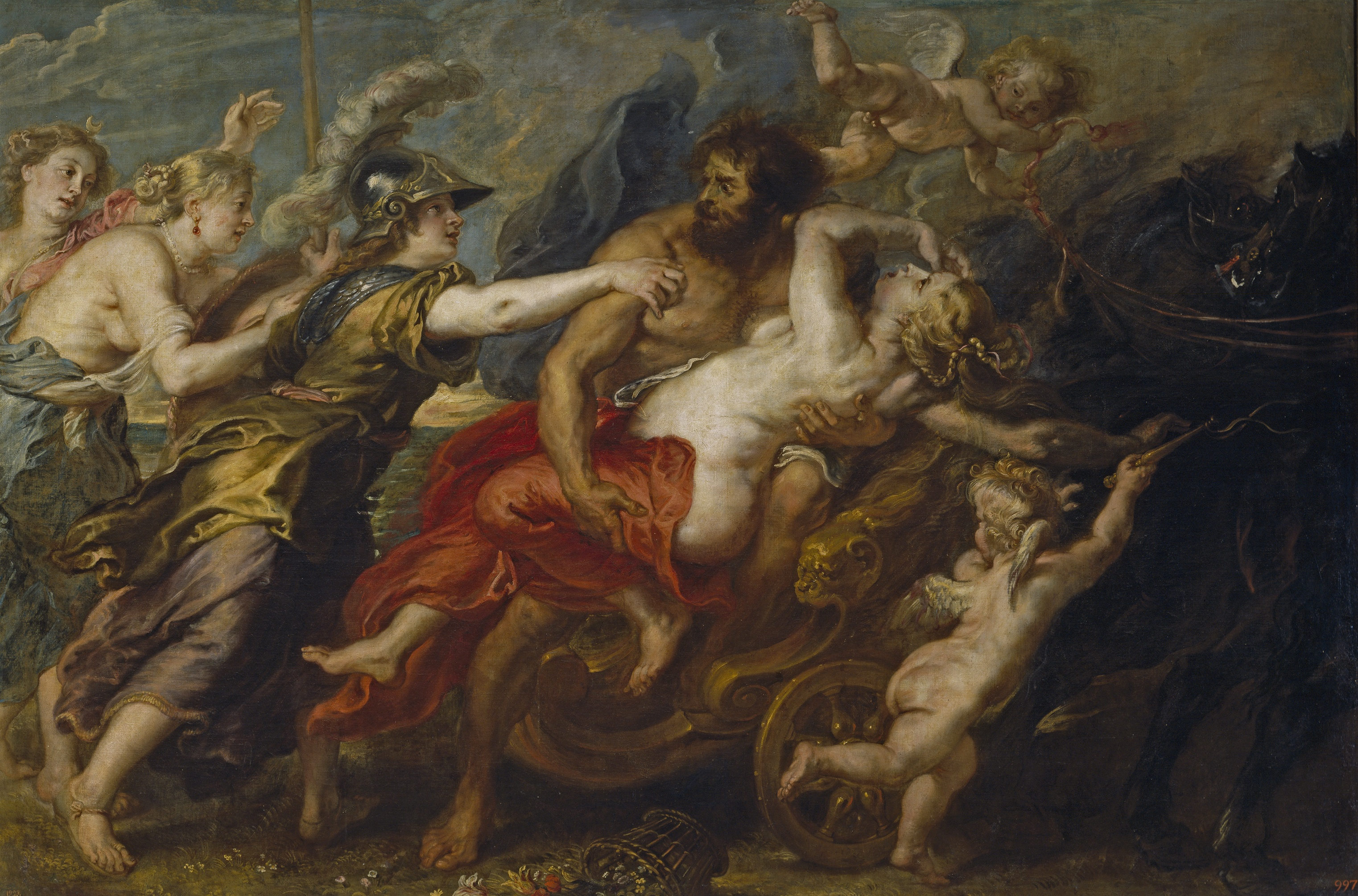
El rapto de Proserpina, por Rubens. Museo del Prado, Madrid.

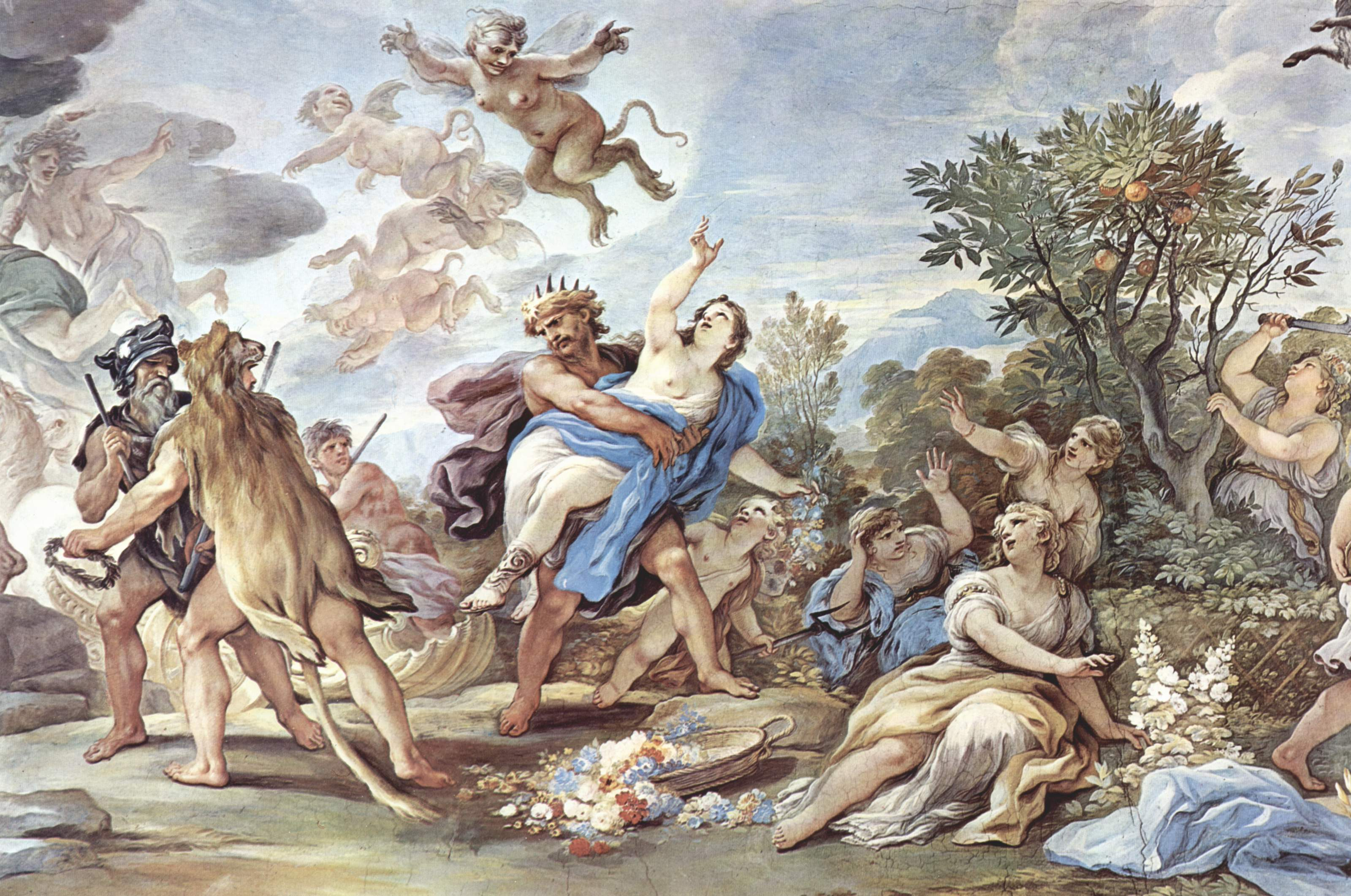
Rapto de Proserpina por Luca Giordano.

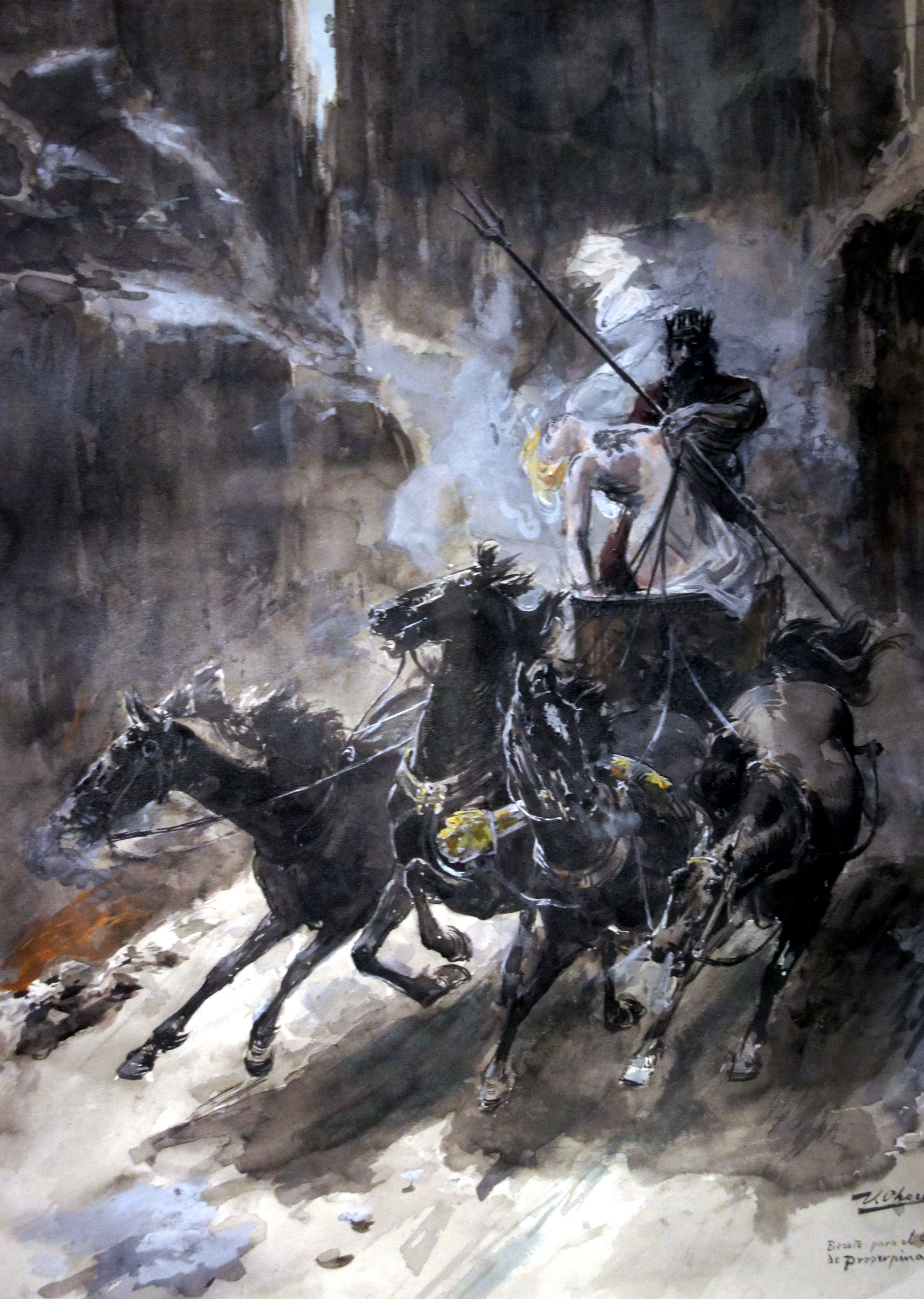
El rapto de Proserpina. Ulpiano Checa, 1888. Museo Ulpiano Checa. Colmenar de Oreja

### Escultura
- El rapto de Proserpina, de Bernini (ca. 1621)

### Pintura
- El rapto de Proserpina, de dell'Abbate (1509-1512)
- Rapto de Proserpina, de Durero (1516)
- El Rapto de Proserpina, de Pieter Brueghel el Joven
- Fresco de Pomarancio (ca. 1575)
- El robo de Proserpina de Joseph Heintz (ca. 1595)
- Rapto de Proserpina, de Rembrandt (ca. 1632)
- El rapto de Proserpina de Rubens (ca. 1636)
- Rapto de Proserpina, fresco de Luca Giordano (1684-1686)
- Proserpina, de Rossetti (1874)
- El rapto de Proserpina, de Ulpiano Checa (1888)
- Proserpina y las ninfas marinas, de Parrish (1910)

### Literatura
- De raptu Proserpinae, poema mitológico de Claudiano
- Proserpina, de Goethe (1777)
- Proserpina, un drama mitológico en dos actos, de Mary y Percy Bysshe Shelley (1820)
- Hymn to Proserpine, de Swinburne, en sus Poems and Ballads (1866).
- The Garden of Proserpine, también de Swinburne, en sus Poems and Ballads (1866).
- La agonía de Proserpina, de Javier Tomeo (1993)

### Teatro
- Proserpina, de Pasqual Mas, estrenada por Xarxa Teatre en la inauguración del LV Festival de Mérida

### Música
- El robo de Proserpina y sentencia de Júpiter, ópera en español representada en Nápoles (1678), con libreto de Manuel García Bustamante y música de Filippo Coppola.[21][22]
- Proserpina, tragedia musical en 5 actos de Jean-Baptiste Lully (1680)*
- Perséphone, oratorio-ballet de Igor Stravinsky (1934)
- Proserpina y el extranjero, ópera de Juan José Castro (1952)
- Proserpina, canción de Luis Alberto Spinetta, del álbum Pan (2006)
- Proserpina, ópera (monodrama) para soprano, coro y orquesta de cámara, del compositor alemán Wolfgang Rihm (2008).